# Ден на четенето
Ден на четенето е инициатива на Фондация "Четене", провеждана в България в третия петък на месец на ноември на съответната година с цел повишаване на интереса към четенето като основен процес за развитието на функционалната грамотност.

## Ден на четенето 2023 г.
На 17 ноември 2023 г. се провежда първото издание на инициативата Ден на четенето - България под надслов "Четенето дава възможности!", в която участие взимат  над 177 000 българи. В инициативата се включват близо 300 библиотеки в цялата страна, над 350 детски градини и близо 1000 училища, сред които и неделни училища в чужбина.
В Деня на четенето се слага начало на още една мащабна инициатива – Национален пакт за четенето, с който се призовават гражданите, синдикатите, националната и местната власт да работят заедно в името на четенето, което да бъде осъзнато като основен приоритет, от който зависи развитието на индивидите, здравето и социалното благополучие.

## Ден на четенето 2024 г.
На 15 ноември 2024 г. се провежда второто издание на Денят на четенето в България под надслов "Иновациите започват с четене". Включват се близо 300 000 души, в 1078 училища, 238 библиотеки и читалища, 438 детски градини, близо 30 български училища в чужбина и близо 120 организации, сред които общини, университети, книжарници и издателства, центрове за работа с деца и възрастни хора, радиостанции и компании от различни сектори.

## Ден на четенето 2025 г.
През 2025 г. Денят на четенето ще се проведе на 21 ноември 2025 г.